# Симфонія № 4 (Дворжак)
Симфонія № 4 op. 13, ре мінор — симфонія Антоніна Дворжака, написана в 1874 році. Вперше виконана 25 травня того ж року у Празі під орудою Б. Сметани.
Складається з чотирьох частин:
1. Allegro
2. Andante sostenuto e molto cantabile
3. Scherzo (Allegro feroce)
4. Finale: Allegro con brio